# شاهي
شاهي (بالإنجليزية: Šahy)‏ هي بلدة تقع في سلوفاكيا في Levice District.[بحاجة لمصدر] يقدر عدد سكانها بـ 7,973 نسمة .

## المدن التوأمة
مدينة فاك (مدينة) هي مدينة توأمة لـشاهي.

## أعلام
- فيرديناند داوتشيك